# NSB Type 75
Die norwegischen Triebzüge Type 75, die von Norges Statsbaner und Norske tog beschafft wurden, basieren auf dem Stadler Flirt. Dabei handelt es sich um elektrische Niederflur-Triebzüge, die vom schweizerischen Eisenbahnhersteller Stadler Rail für den Regional- und S-Bahn-Verkehr konstruiert wurden. Ihre Anpassung an Anforderungen des Fernverkehrs erfolgte mit Aufträgen aus Norwegen. Der Hersteller erklärt FLIRT seither mit «flinker leichter Intercity- und Regional-Triebzug». Die Type 75 stammt aus der Produktreihe „FLIRT200“, eine Intercity- und Fernverkehrsvariante mit einer Höchstgeschwindigkeit von 200 km/h.
Norges Statsbaner und später Norske tog haben seit 2008 insgesamt 150 Züge der Baureihen Type 74, Type 75 und Type 76 bestellt. Der 100. Zug wurde im Juli 2018 ausgeliefert.

## Technische Beschreibung
Die Triebzüge waren von Anfang an mit Elektroantrieb erhältlich und werden seit 2012 mit dieselelektrischem Antrieb und seit 2017 auch mit Zweikraftantrieb angeboten, der beide Systeme beinhaltet.
Große Teile der Wagen sind niederflurig und genügen damit den allgemeinen Anforderungen an die Zugänglichkeit. Aufgrund der Niederflurlösung befindet sich ein Großteil der technischen Ausrüstung auf dem Dach, wodurch sie für Wartungsarbeiten leichter zugänglich ist. Die Züge verbrauchen weniger Energie pro Sitzkilometer als die Vorgänger.

### Modifikation für Norwegen
Die FLIRT-Züge basieren auf Standardkomponenten. Die für Norwegen gelieferten Triebzüge weisen jedoch mehrere Modifikationen auf. So wurde das Design der Frontseite erheblich geändert, um den Triebwagenführer besser vor Kollisionen mit Elchen und losen Gegenständen auf der Strecke zu schützen. Da die norwegischen Bahnstrecken vergleichbar mit Schweden ein breiteres Lichtraumprofil als das übrige europäische Regelspurnetz aufweisen, konnten die Einheiten einige Dezimeter breiter als die üblichen FLIRT ausgeführt werden. Die Züge sind ferner mit einem Heizsystem für die Bremsen ausgestattet. Dass alle kritischen Komponenten im Zug eingebaut oder auf dem Dach montiert wurden, ist für den Wintereinsatz von Vorteil.
Die Hauptwerkstatt für die Wartung der FLIRT-Einheiten befindet sich in Sundland in Drammen, kleinere Reparaturen werden in Nylende in Skien durchgeführt.

### Geräuschbelastung
NSB stellte bei der Bestellung die weltweit strengsten Anforderungen hinsichtlich der Geräuschbelastung. Die Einheiten wurden als leiser Zug eingestuft. Die norwegische Vereinigung für Lärm (Støyforeningen) hat die Züge als leise gelobt. Am Støyfri-Tag (lärmfrei-Tag) 2015 wurden NSB für ihr Engagement mit diesen Zügen mit dem Ehrenpreis des Vereins ausgezeichnet.
Die Verwendung von Signalhörnern ist für Anwohner an den Strecken sehr störend. Die EU-Richtlinie fordert für die Hörner eine Lautstärke von 120 dBA direkt vor dem Zug. Dies entspricht der Ohrschmerzgrenze. Die Signalhörner werden vor ungesicherten Bahnübergängen entlang der Bahnstrecken verwendet. Es wird kontinuierlich daran gearbeitet, diese Bahnübergänge zu entfernen. Bei neuen Strecken werden ungesicherte Bahnübergänge vermieden.

## Verwendung

### Type 75
Die Triebzüge der Type 75 sind die Lokalzugvariante, die auf den längeren Strecken mit der 3 + 2-Bestuhlung durchgehend eingesetzt werden: L12 Kongsberg–Eidsvoll, L13 Drammen–Dal, L14 Asker–Kongsvinger, L21 Stabekk–Moss und L22 Skøyen–Mysen. Der erste Triebzug wurde ab dem 2. Dezember 2012 eingesetzt. Am 22. November 2019 wurde die 77. Einheit in Ostnorwegen dem Betriebsdienst übergeben. Von den im August 2017 bestellten Einheiten wurden 75-78 und 75-79 Ende 2019 und 75-80 bis 75-83 im 1. Quartal 2020 geliefert.
Die neun Garnituren 75-01–75-09 wurden 2015 mit ETCS Level 2 ausgerüstet, um die Linie L22 Skøyen–Mysen der Østfoldbane befahren zu können. Sie fuhren dort ab dem 17. August 2015. Alle anderen Triebzüge werden diese Ausrüstung erst erhalten, wenn ERTMS weiter ausgebaut wird.
Im Jahr 2021 wurde der Triebzug 75-41 mit ETCS Baseline 3 ausgerüstet. Dieser Zug führte im Winter 2021/2022 auf Probefahrten auf allen elektrifizierten Abschnitten in Norwegen durch, um sicherzustellen, dass die aktualisierte Version mit älteren Signalsystemen kompatibel ist. Im Februar 2022 erfolgte ein Einsatz auf der Botniabana in Schweden zwischen Sundsvall und Umeå, die bereits über ETCS Baseline 3 verfügt.
Zugreihung
Ein Triebwagenzug besteht aus fünf fest zusammengekuppelten Wagen:
| Wagen | Bez. | Nummer      | Sitz- / Stehplätze | Sitz- / Stehplätze | Türen | Drehgestelle                                        | Bemerkungen                                                         | Bemerkungen                                                |  |
| Wagen | Bez. | Nummer      | Type 75            | Type 75-2          | Türen | Drehgestelle                                        | Type 75                                                             | Type 75-2                                                  |  |
| ----- | ---- | ----------- | ------------------ | ------------------ | ----- | --------------------------------------------------- | ------------------------------------------------------------------- | ---------------------------------------------------------- |  |
| 1     | BMa  | 75101–75183 | 56 51              | 52 47              | 4     | Antriebsdrehgestell + Jakobsdrehgestell mit Wagen 2 | Fahrradstellplatz / keine Haustiere                                 | Fahrradstellplatz / keine Haustiere                        |  |
| 2     | BPa  | 75201–75283 | 69 58              | 71 58              | 4     | Jakobsdrehgestell mit Wagen 1 + Laufdrehgestell     | Getränkeautomat / Verkaufsautomat / Toilette / 2 Fahrradstellplätze | Warmgetränkeautomat / Toilette / 2 Fahrradstellplätze      |  |
| 3     | BCMU | 75301–75383 | 48 51              | 48 50              | 4     | Antriebsdrehgestell + Jakobsdrehgestell mit Wagen 4 | 4 Rollstuhlplätze / 2 Rollstuhllifte / Behindertentoilette          | 4 Rollstuhlplätze / 2 Rollstuhllifte / Behindertentoilette |  |
| 4     | BPb  | 75401–75483 | 66 56              | 66 48              | 4     | 2 × Jakobsdrehgestell mit Wagen 3 und 5             | 1 Fahrradstellplatz                                                 | Fahrradstellplatz                                          |  |
| 5     | BMb  | 75501–75583 | 56 50              | 40 54              | 4     | Jakobsdrehgestell mit Wagen 4 + Antriebsdrehgestell | Fahrradstellplatz                                                   | Komfortabteil 1. Klasse / Warmgetränkeautomat              |  |

(BM = 2. Klasse, Motorwagen mit Führerstand; BCMU = 2. Klasse, C = Spezialwagen mit Behindertentoilette, MU = Motorwagen ohne Führerstand; BP = 2. Klasse mit Stromabnehmer)

### Type 75-2

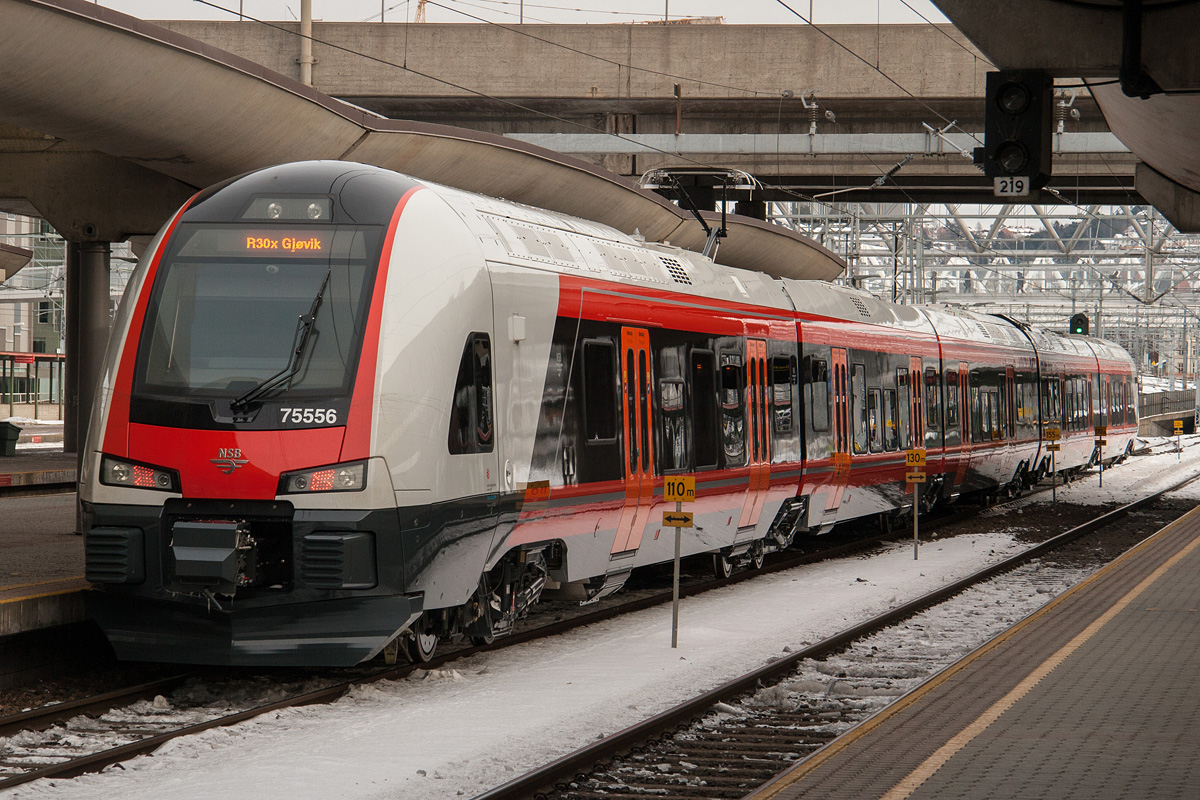
Type 75-2 Nr. 56 für die Gjøvikbane

20 Einheiten für die Gjøvik- und Vossebane haben durch das Komfortabteil im Wagen 5 eine etwas andere Sitzanordnung (2 +2 sowie 3 + 2-Bestuhlung) und werden als Type 75-2 bezeichnet. Sie erhielten die Betriebsnummern 75-52 bis 75-71 und wurden im Zeitraum vom 7. September 2017 bis 8. Februar 2019 abgenommen.
Um die Züge auf der Gjøvikbane betreiben zu können, wurde in Gjøvik ein neuer Umformer installiert, da die Leistung des bisher eingesetzten in Lunner für den Betrieb nicht ausreichte. Mit dem neuen Umformer kann zudem die gesamte Strecke im Bedarfsfall vom übrigen Netz getrennt werden.

## Norske tog
Mit der Gründung von Norske tog gingen alle Fahrzeuge am 16. Juni 2016 an diese Gesellschaft über.

## Einsatz
Die Fahrzeuge Type 75 werden auf längeren Lokalbahnstrecken verwendet, seit April 2021 von Vy auf folgenden Linien:
- R12 Kongsberg – Drammen – Oslo S – Oslo Lufthavn – Eidsvoll
- R13 Drammen – Oslo S – Jessheim – Dal
- R14 Asker – Oslo S – Kongsvinger
- R21 Oslo S – Moss
- R22 Oslo S – Mysen – Rakkestad
- R23 Oslo S – Ski

Die Fahrzeuge Type 75-2 werden seit April 2021 von Vy Gjøvikbanen und Vy Tog auf folgenden Strecken bzw. Linien eingesetzt:
- L4 Bergen – Arna
- R40 Bergen – Voss – Myrdal
- R31 Oslo S – Nittedal – Jaren
- RE30 Oslo S – Nittedal – Gjøvik

Dort ersetzen sie die ältesten Fahrzeuge der Type 69.